# Ingressin
L'Ingressin est une petite rivière française du département de Meurthe-et-Moselle. C'est un affluent de rive gauche de la Moselle, donc un sous-affluent du Rhin.

## Géographie
.

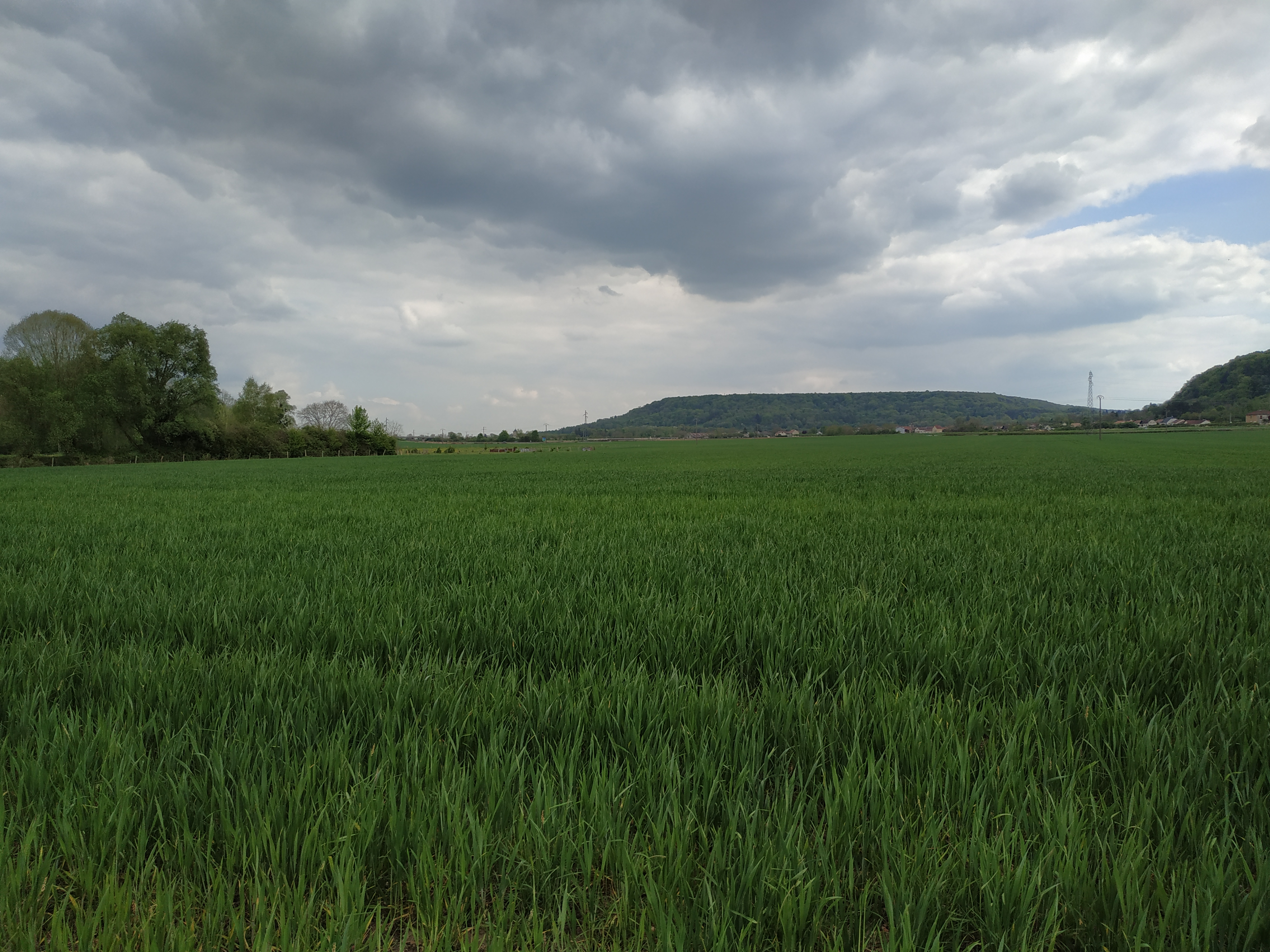
Vallée entre Foug, Écrouves et Choloy-Ménillot

De 13,2 km de longueur, l'Ingressin naît sur le territoire de la commune de Foug. Il coule de l'ouest vers l'est et après un cours de 13,2 km se jette dans la Moselle au niveau de la ville de Toul.
Sa vallée démesurément large est l'ancien lit de la Moselle, du temps où elle allait se jeter dans la Meuse, en sens inverse, avant d'être capturée par la Meurthe.
Aujourd'hui, elle est empruntée par le canal de la Marne au Rhin. Au nord de celle-ci le grand parc naturel régional de Lorraine débute par de belles forêts (Bois de Raumont, bois de Pagney). Celles-ci sont également présentes sur tout le rebord sud de la vallée (Bois de Moncel, bois de Grammont, bois de Domgermain).

## Hydronymie
Fluviolus Lingruscia (838) ; Flumen Angruxia (982) ; Engrusia (1168 & 1193) ; Engreshin (1779).
Ingressin viendrait du verbe latin ingredior, signifiant « entrer », car ce cours d'eau entrait et ceinturait le Castrum de la cité de Toul.《« ingressio », dans Félix Gaffiot, Dictionnaire latin français, Hachette, 1934 》

## Communes traversées
L'Ingressin traverse, d'amont en aval, les communes suivantes : Foug, Écrouves, Choloy-Ménillot et Toul, toutes quatre situées dans le département de Meurthe-et-Moselle. 

## Hydrologie
Le débit de l'Ingressin est très modifié par les actions anthropiques. Il s'agit des rejets du canal de la Marne au Rhin qui se font dans la rivière. Il faut donc distinguer les débits naturels et les débits anthropiques

### Les débits naturels
L'Ingressin est une rivière modérément abondante. Son débit a été observé durant une période de 14 ans (1991-2004), à Toul, importante cité du département de Meurthe-et-Moselle située au niveau du confluent avec la Moselle . Le bassin versant de la rivière y est de 235 km2 (soit la quasi-totalité de ce dernier).
Le module de la rivière à Toul est de 0,445 m3/s. 
L'Ingressin présente des fluctuations saisonnières de débit bien marquées, comme souvent dans le centre et l'ouest de la Lorraine. Les hautes eaux ont lieu en hiver et s'accompagnent d'un débit mensuel moyen situé dans une fourchette allant de 0,603 à 0,896 m3/s, de décembre à mars inclus (avec un maximum en janvier). Dès le début du mois d'avril, le débit moyen baisse progressivement jusqu'à la période des basses eaux. Celles-ci ont lieu en été et au début de l'automne, de juillet à octobre inclus, accompagnées d'une baisse du débit moyen mensuel allant jusqu'à 0,164 m3 au mois d'août, soit 164 litres par seconde, ce qui reste fort consistant. Mais les fluctuations sont bien plus prononcées sur de courtes périodes et selon les années.
En effet, à l'étiage, le VCN3 peut chuter jusque 0,048 m3, en cas de période quinquennale sèche, soit 48 litres par seconde, ce qui n'est nullement sévère, comparé à la moyenne des cours d'eau de la moitié ouest de la Lorraine. 
Les crues sont modérées, toujours comparées à celles des cours d'eau voisins. Les QIX 2 et QIX 5 valent respectivement 4,5 et 6,7 m3. Le QIX 10 est de 8,1 m3/s, le QIX 20 de 9,5 m3, tandis que le QIX 50 n'a pas été calculé faute de durée d'observation suffisante pour l'établir. 
Le débit instantané maximal enregistré à la station de Toul a été de 9,93 m3/s le 26 février 1997, tandis que la valeur journalière maximale était de 5,95 m3/s le 25 janvier 1995. En comparant la première de ces valeurs à l'échelle des QIX de la rivière, il ressort que cette crue de février 1997 était un peu plus importante que la crue vicennale théorique définie par le QIX 20, et donc destinée à se reproduire tous les 20-25 ans environ.
L'Ingressin est une rivière modérément abondante et assez régulière pour la région. La lame d'eau écoulée dans son bassin versant est de 257 millimètres annuellement, ce qui assez modéré en Lorraine, inférieur à la moyenne d'ensemble de la France, mais aussi largement inférieur à la moyenne du bassin français de la Moselle (445 millimètres à Hauconcourt, en aval de Metz). Le débit spécifique de la rivière (ou Qsp) atteint ainsi le chiffre de 8,1 litres par seconde et par kilomètre carré de bassin.

### Les débits anthropiques
Le débit interannuel moyen réellement observé à Toul, au confluent de l'Ingressin et de la Moselle vaut 1,75 m3/s pour un bassin versant de 56 km2 . La forte différence avec le débit théorique tient essentiellement aux importants rejets du canal de la Marne au Rhin, notamment à Foug et au port de Toul. Dans ces conditions, la lame d'eau écoulée dans le bassin est de 985 millimètres. Quant au débit spécifique de la rivière, il se monte dès lors à 31,25 litres par seconde et par kilomètre carré de bassin.

## Curiosités - Tourisme
- Toul : vieille cité, riche d'antiques bâtiments de toutes époques. La Cathédrale Saint-Étienne, avec façade de style gothique flamboyant, fut construite du XIIIe au XVe siècle. Collégiale Saint-Gengoult de style gothique également. Les fortifications de Vauban du XVIIe sont toujours en eau et constituent un anneau d'eau et de verdure autour de la vieille ville.

- Choloy-Ménillot : Château de Choloy du XIXe avec jardins (monument historique). Église de Ménillot avec vitraux du XIIIe. Chemin de fer touristique du Val du Pessey (Bois de Domgermain, forêt de l'Essart). Étangs.

- Écrouves : Église Notre-Dame-du-Bonsecours du XIIIe siècle, fortifiée au XIVe, avec tour romane du XIIe (monument historique), bâtie sur une vieille source miraculeuse. Parc naturel régional de Lorraine. Sentiers pédestres, chasse.